# جون كامبل ألين
جون كامبل ألين هو قاضي ومحامي وسياسي كندي، ولد في 1 أكتوبر 1817 في كندا، وتوفي في 27 سبتمبر 1898 في فريدريكتون في كندا. انتخب Speaker of the Legislative Assembly of New Brunswick ‏ (1863 – 1865).